# Papinska misijska djela
Papinska misijska djela su ustanova Katoličke Crkve. Zadaća joj je pomagati djelovanje misionara u siromašnim i nerazvijenim zemljama u Africi, Latinskoj Americi, Aziji i Oceaniji.

## Djelovanje
Misijska područja su ona gdje je stanovništvo pogođeno glađu i bolešću. 
Misionari osnivaju kršćanske zajednice, šire vjeru a istovremeno razvijaju lokalne zajednice osnivanjem obrazovnih ustanova, izučavajući stanovništvo, organizira zdravstvenu zaštitu i slično. Ciljana populacija su posebice napuštena djeca koja su ostala bez roditelja te nemoćne starije osobe. Osim toga, bore se protiv nepismenosti i izrabljivanja djece i odraslih.
Sačinjavaju jednu jedinstvenu ustanovu koja ima četiri različita ogranka. To su:
- Djelo za širenje vjere
- Djelo Sv. Djetinjstva
- Djelo Sv. Petra
- Misijska zajednica

Svaka Nacionalna uprava Papinskih misijskih djela ima i svoj središnji ured, na čijem je čelu Nacionalni ravnatelj, a koji brine o misijskom pastoralu u toj državi. U Republici Hrvatskoj on djeluje pod nazivom Nacionalni misijski ured, a nalazi se u Zagrebu.
Uredi u drugim zemljama imaju sljedeće nazive: Misijska središnjica (BiH), Misijonsko središče (Slovenija), Missio Polonia (Poljska), Missio Österreich (Austrija), Missio Aachen-München (Njemačka), Missio Canada (Kanada) itd.

### Dan svetoga Djetinjstva
Papa Pio XII. ustanovio je 6. siječnja 1951., na svetkovinu Bogojavljenja, Dan svetoga Djetinjstva (Dan Djela).

### Misijska vozila
PMD podupiru akcije MIVA-e u nabavci različitih vozila za potrebe misionara.

### Izdavaštvo
PMD u Hrvatskoj i Bosni i Hercegovini izdaju časopis Radosnu vijest, koji izvješćuje o djelovanju hrvatskih misionara i PMD-a.

### Podatci
U 2021. godini Opći fond solidarnosti PMD-a podržao je 2577 projekata u misijama.

## Vanjske poveznice

### Sestrinski projekti
|  | Zajednički poslužitelj ima još gradiva o temi Papinska misijska djela |

### Mrežna mjesta
- Papinska misijska djela u Republici Hrvatskoj
- www.medjugorje-info.com – Što su to Papinska misijska djela?